# Cneo Cornelio Dolabela
Cneo o Gneo Cornelio Dolabela  fue un político y militar romano del siglo I a. C., nieto del cónsul del año 159 a. C. Cneo Cornelio Dolabela, que ocupó el consulado en el año 81 a. C. Era hijo de Cneo Cornelio Dolabela, que fue asesinado en 100 a. C. junto con el tribuno de la plebe Lucio Apuleyo Saturnino.

## Carrera política
Durante la guerra entre Cayo Mario y Sila apoyó al último y en 81 a. C., con Sila ocupando la dictadura, fue elegido cónsul con Marco Tulio Decula. Ese año, dada la excepcional situación política, los cónsules eran solo nominales, puesto que el dictador acaparaba todo el poder.
Entre 80 y 77 a. C., fue procónsul y gobernador de Macedonia. Venció a los tracios en 78 a. C., por lo que fue recompensado a su regreso con los honores de un triunfo.
En el año 77 a. C. fue acusado de extorsión por el joven Julio César, pero fue absuelto tras una defensa realizada por los mejores oradores de la época: Cayo Aurelio Cota y Quinto Hortensio.